# Потье, Рене
Рене Потье (фр. René Potier; ок. 1579 — 1 февраля 1670), граф, затем герцог де Трем, пэр Франции — французский государственный и военный деятель.

## Биография
Сын Луи Потье, графа де Трем, и Шарлотты Байе.
Генеральный наместник Шампани.
В 1599 году стал бальи и губернатором Валуа. С 31 января 1608 штатный камергер короля. 20 октября того же года назначен губернатором города и замка Шалон.
18 ноября 1611, после отставки сьёра Пфальцского, стал капитаном старой роты королевской гвардии.
В период политического кризиса 27 февраля 1614 направлен в Шалон для обеспечения безопасности и предотвращения захвата города герцогом Неверским. 8 марта того же года получил приказ набрать роту из 300 человек для гарнизона Витри-ле-Франсуа, относившегося к его юрисдикции.
31 декабря 1619 пожалован в рыцари орденов короля.
26 декабря 1629 назначен государственным советником.
В его пользу графство Трем было в ноябре 1648 было возведено жалованной грамотой в ранг герцогства-пэрии.
29 февраля 1652 в Сомюре назначен кампмейстером кавалерийского полка.
29 ноября 1661 назначен капитаном и губернатором Понт-Одеме.
В 1669 году отказался от герцогства в пользу сына; герцогские почести были за ним сохранены патентом от 27 апреля.

## Семья
Жена (контракт 28.04.1607): Маргерит де Люксембург (ум. 8.08.1645), дочь Франсуа де Люксембурга, герцога де Пине, и Дианы де Лоррен-Омаль
По поводу этого брака герцог де Сен-Симон со своим обычным снобизмом пишет, что:

В ту пору Рене Потье был всего лишь бальи и губернатором Валуа. Он стал камергером Короля и губернатором Шалона только через год или полтора после женитьбы, а через три года купил у маркиза де Пралена должность капитана королевской лейб-гвардии. С годами же фортуна оказалась к нему так благосклонна, что он попал в странную компанию лиц, возведенных в 1663 году в сан герцога и пэра (…) Рене Потье, о котором здесь идет речь, был сыном и старшим братом двух государственных секретарей; эта должность в ту пору и много позже не была ещё столь престижна, как ныне. Отец его был безмерно богат: сначала он был королевским секретарем, затем секретарем Совета и работал в канцелярии государственного секретаря Вильруа. Государственным секретарем он стал лишь в феврале 1589 года. Его собственный отец был советником в Парламенте, дед — купеческим старшиной, прадед — советником Монетного двора; о более удаленных предках никаких сведений уже нет. А потому не стоит считать, что ранее во Франции не было мезальянсов, хотя действительно в ту пору они были не слишком частым явлением.—  Герцог де Сен-Симон. Мемуары. 1691—1701. — М., 2007, с. 103
Дети:
- Луи (ум. 4.08.1645), маркиз де Жевр
- Франсуа (ум. 27.05.1646), маркиз де Ганделю
- Леон (1620—9.12.1704), герцог де Трем. Жена 1) (1651): Мари-Франсуаза-Анжелика дю Валь (ок. 1632—4.10.1702), дочь и наследница Франсуа дю Валя и Сюзанны д’Оси де Монсо; 2) (29.01.1703): Рене де Ромийе де Ла-Шенеле (ок. 1684—27.03.1742), дочь маркиза Луи де Ла-Шенеле, и Элизабет-Габриели де Бельфорьер и Суайекур
- Шарль (ум. 1615)
- Шарлотта (ум. 1620)
- Катрин (ум. 1617)
- Маргерит (ум. 1621)
- Луиза (ум. 1624)
- Луиза-Генриетта (ум. 1680). Муж 1) (27.07.1633): Эммануэль де Фодоа-д’Авертон, граф де Белен; 2) (1644): Жак де Со-Таванн (ок. 1620—1683), граф де Бюзансе и Таванн
- Маргерит (ум. 1669). Муж (12.11.1633): Анри де Со-Таванн (ок. 1598—1653), маркиз де Миребель в Брессе
- Луиза (ум. 31.10.1681), аббатиса августинского монастыря в пригороде Шато-Тьерри
- Анна-Мадлен (ум. 26.10.1701), маркиза де Блеранкур, дама де Монже и Триньи. Замужем не была. Наследницей назначила свою племянницу Мари-Жанну-Фелис-Розали Потье де Жевр